# Fabrizio Di Mauro
Fabrizio di Mauro, né le 18 juin 1965 à Rome, est un footballeur italien, évoluant au milieu de terrain, et aujourd'hui directeur sportif de l'A.S.D. Lupa Frascati

## Clubs successifs
- 1984-1987 : AC Arezzo  Italie 72 (6)
- 1987-1988 : US Avellino  Italie 18 (2)
- 1988-1992 : AS Rome  Italie 95 (5)
- 1992-1993 : AC Fiorentina  Italie 29 (6)
- 1993-1994 : Lazio Rome  Italie 21 (2)
- 1994-1995 : AC Fiorentina  Italie 28 (3)
- 1995-1996 : Reggiana AC  Italie 16 (0)

## Palmarès
- 1 Coupe d'Italie : 1990-91 AS Rome
- 3 sélections et 0 but avec l'équipe d'Italie en 1993 (1 match amical et 2 matchs de qualification à la Coupe du monde 1994)